# Suben
Suben è un comune austriaco di 1 468 abitanti nel distretto di Schärding, in Alta Austria.